# White Hot
Albums de Angel
On Earth as It Is in Heaven
(1977) Sinful
(1979)
Singles
1. The Winter Song
Sortie : décembre 1977
2. Ain't Gonna Eat Out My Heart Anymore
Sortie : avril 1978

White Hot est le quatrième album studio du groupe de rock américain Angel. Il est sorti le 3 janvier 1978 sur le label Casablanca Records et sera produit par Eddie Leonetti.

## Historique
Après avoir tourné une grande partie de l'année 1977, le groupe s'accorde une pause en octobre pour enregistrer son nouvel album, pour cela il investira les Record Plant Studios de Los Angeles avec le producteur Eddie Leonetti. L'album sortira en janvier 1978 sous le titre de White Hot et sera le premier album du groupe avec le bassiste Felix Robinson qui remplace Mickey Jones. 
Il accentue le virage amorcé avec l'album précédent, le rock du groupe devient de plus en plus « pop » et s'éloigne de plus en plus du hard rock. Plus tard les membres du groupe admettrons que c'est leur label qui les poussait dans ce sens dans le but d'essayer de récuperer l'argent qu'il avait investit . 
Cet album se classa à la 55e place du Billboard 200 ce qui sera le meilleur classement d'un album d'Angel. Le single Ain't Gonna Eat Out My Heart Anymore, une reprise du groupe américain The Young Rascals datant de 1965, atteindra lui la 55e place du Billboard Hot 100.

## Liste des titres
Face 1
| No | Titre                                | Auteur                                            | Durée |
| -- | ------------------------------------ | ------------------------------------------------- | ----- |
| 1. | Don't Leave Me Lonely                | Frank DiMino, Barry Brandt                        | 3:56  |
| 2. | Ain't Gonna Eat Out My Heart Anymore | Pam Sawyer, Lori Burton                           | 2:44  |
| 3. | Hold Me, Squeeze Me                  | Dimino, Gregg Giuffria, Punky Meadows             | 3:48  |
| 4. | Over and Over                        | DiMino, Giuffria, Meadows                         | 3:59  |
| 5. | Under Suspicion                      | DiMino, Giuffria, Meadows, Brandt, Felix Robinson | 4:40  |

Face 2
| No  | Titre                                  | Auteur                    | Durée |
| --- | -------------------------------------- | ------------------------- | ----- |
| 6.  | Got Love If You Want It                | DiMino, Giuffria, Meadows | 4:23  |
| 7.  | Stick Like Glue                        | DiMino, Giuffria, Meadows | 2:38  |
| 8.  | Flying With Broken Wings (Without You) | DiMino, Giuffria, Meadows | 3:32  |
| 9.  | You Could Lose Me                      | DiMino, Giuffria, Meadows | 4:56  |
| 10. | The Winter Song                        | DiMino, Giuffria, Meadows | 3:46  |

Titres Bonus réédition 2019 (UK Rock Candy)
| No  | Titre                                                   | Auteur                    | Durée |
| --- | ------------------------------------------------------- | ------------------------- | ----- |
| 11. | Better Days (Face-B du single canadien The Winter Song) | DiMino, Giuffria, Meadows | 4:30  |
| 12. | The Christmas Song (The Winter Song) (single version)   | DiMino, Giuffria, Meadows | 3:46  |

## Musiciens
- Frank DiMino : chant, chœurs
- Gregg Giuffria : claviers, synthétiseurs
- Punky Meadows : guitares
- Barry Brandt : batterie, percussions, chœurs
- Felix Robinson : basse, basse 6 cordes, chœurs

avec
- The California Boys Choir : chœurs sur The Winter Song

## Charts
Charts album
| Pays       | Durée du classement | Meilleur classement |
| ---------- | ------------------- | ------------------- |
| États-Unis | 13 semaines         | 55e                 |
| Canada     | 9 semaines          | 49e                 |

Chart single
| Date       | Single                               | Chart   | Durée du classement | Position |
| ---------- | ------------------------------------ | ------- | ------------------- | -------- |
| 05/06/1978 | Ain't Gonna Eat Out My Heart Anymore | Hot 100 | 8 semaines          | 44e      |